# Hadley Cantril
Albert Hadley Cantril, Jr., né le 16 juin 1906 à Hyrum (Utah, USA) et mort le 28 mai 1969 à Princeton (Massachusetts), est un chercheur en communication et un spécialiste de la psychologie sociale de l'université de Princeton, connu pour ses recherches sur la propagande, l'opinion publique, la psychologie des mouvements sociaux et la psychologie humaniste.

## Biographie
Hadley Cantril étudie au Dartmouth College, où il passe un baccalauréat en sciences en 1928. Il part étudier ensuite à Munich et à Berlin, avant de revenir à Boston où il obtient un doctorat en psychologie en 1931 de l'Université Harvard sous la direction de Gordon W. Allport.
Il enseigne d'abord à Dartmouth College, puis à l'Université de Princeton en 1936. L'année suivante, il préside l'Institut pour l'analyse de la propagande (Institute for Propaganda Analysis) et fonde le Public Opinion Quarterly. Plus tard, il dirige le département de psychologie de l'Université de Princeton.

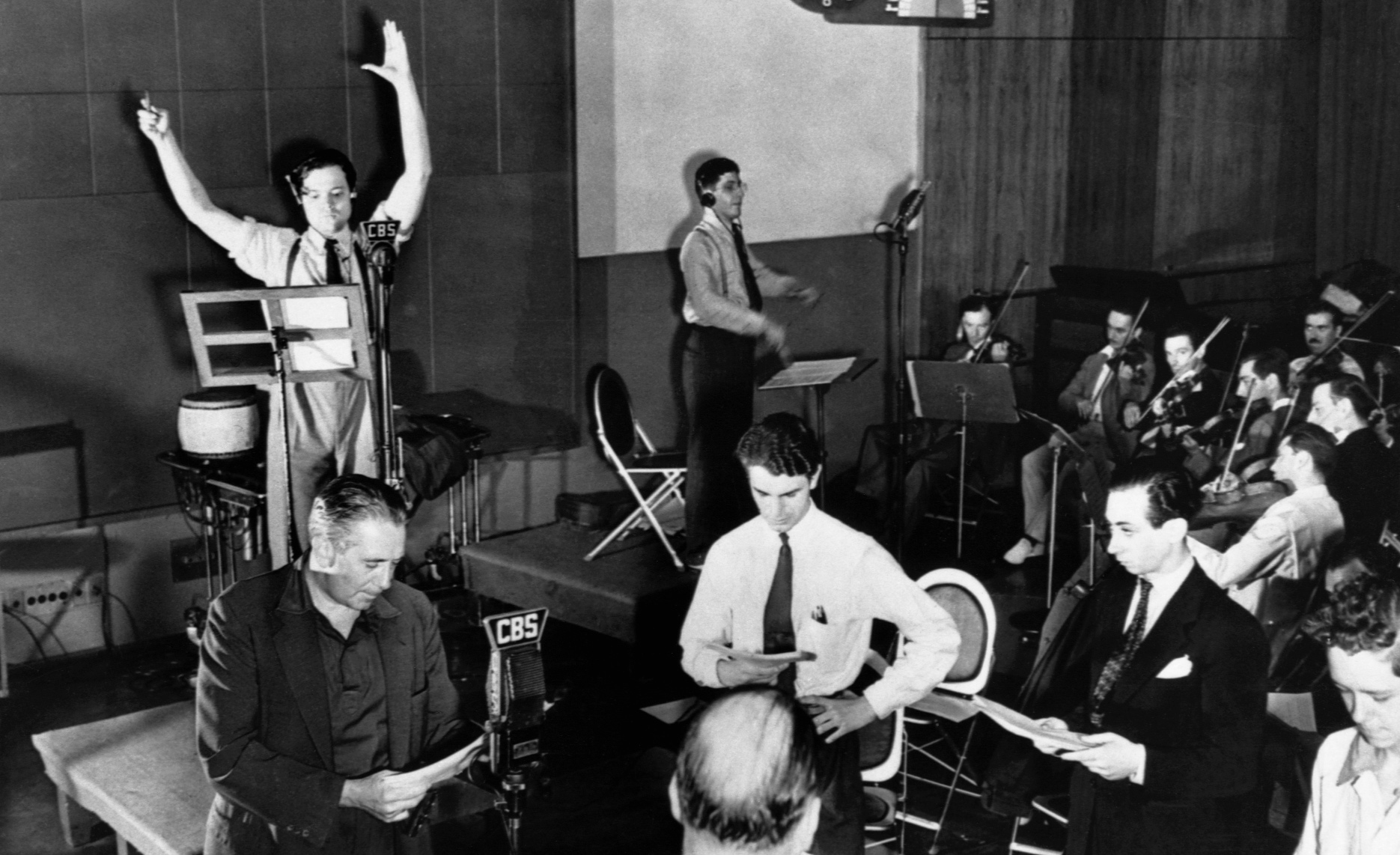
Une répétition de La Guerre des mondes au théâtre Mercury, dirigée par Orson Welles (à gauche les bras levés. L'étude de Cantril a largement contribué à diffuser l'idée d'une panique engendrée par la diffusion radiophonique, ce que les faits n'attestent pas.

Hadley Cantril est membre du Projet de recherche sur la radio de Princeton. L'équipe du Projet analyse la réaction publique à la diffusion de La guerre des mondes d'Orson Welles et publie une étude mettant en avant les aspects pessimistes.
En 1940, il est consultant auprès du Bureau du coordonnateur des affaires interaméricaines.
Pendant la guerre, proche de Roosevelt, il fait partie du Comité sur le sentiment national créé en 1940 pour infléchir la communication gouvernementale en matière d'information de guerre.
Plus tard, Cantril collabore avec Adelbert Ames et développe une méthode transactionnelle d'étude de la perception humaine, ainsi que d'autres recherches en psychologie humaniste.:389–90

## Recherche sur l'opinion publique
Bien que formé en tant que psychologue, le travail le plus important de Cantril concerne l'opinion publique, nouvel objet de recherche pour l'époque. Influencé par le succès de George Gallup et d'Elmo Roper lors de l'élection présidentielle de 1936, Cantril importe leur technique de sondage d'opinion dans le champ universitaire de la psychologie sociale:388.  

Président du département de psychologie, il devient également conseiller présidentiel : 
 Le petit programme de recherche de Cantril à Princeton a pris de l'ampleur en septembre 1940 lorsque Nelson Rockefeller, le Coordonnateur des affaires interaméricaines du Président Roosevelt, a demandé au psychologue de “mettre en place des mécanismes permettant de jauger l'opinion publique en Amérique latine”. En coopération avec Gallup et avec des fonds du Bureau de la gestion des urgences, Cantril crée un organisme de recherche apparemment indépendant, l'Américaine des sondages sociaux (American Social Surveys) et recrute son ami Leonard Doob et Lloyd Free pour analyser la propagande nazie en Amérique latine. Par le truchement du bureau de Rockefeller, les résultats du programme de recherche de Cantril viennent à la connaissance du Président Roosevelt. Ce dernier demande alors à Cantril de mesurer l'opinion publique sur la guerre et sur l'aide à la Grande-Bretagne. Cantril s'y emploie et sonde l'opinion sur l'aide à l'Angleterre et sur la volonté du peuple de modifier les lois américaines sur la neutralité, favorable à la Grande-Bretagne. 
 En 1942, Cantril lance une enquête sur un échantillon restreint de responsables français collaborationnistes au Maroc, avant l'opération Torch, qui révèle l'intensité du sentiment anti-britannique des forces françaises dans ce pays. Cette information influence directement la disposition des forces pendant l'opération, les troupes américaines débarquant près de Casablanca et les forces mixtes à Oran et Alger:389,
Selon George Gallup, « avec ses études d'opinion, [Cantril] a conseillé les présidents Roosevelt, Eisenhower et Kennedy à des moments critiques de l'Histoire. À en juger par les événements qui ont suivi, son avis était exceptionnellement bien entendu. »
En 1955, il fonde avec Lloyd Free l'Institut de recherche sociale internationale (IISR, Institute for International Social Research). De nombreux organismes gouvernementaux des États-Unis ont demandé à l'IISR de mener des sondages auprès d'échantillons dans des pays étrangers. En particulier, Cantril et Free ont mené un sondage à Cuba en 1960 démontrant un soutien populaire important à Fidel Castro, fait qui a été négligé lors de la transition présidentielle entre Eisenhower et Kennedy et n'a été connu qu'après le fiasco du Débarquement de la baie des Cochons.
En 1956, avec des financements proches des services de renseignements, il lance un programme d'étude sur les mouvements de gauche en France, qui ne rencontre aucun écho dans le pays.
L'œuvre la plus citée de Cantril est The Pattern of Human Concerns, connue pour son échelle d'auto-ancrage également connue sous le nom d'“échelle de Cantril”. Cantril et Free font également émerger le paradoxe selon lequel les électeurs américains ont tendance à s'opposer au “système” (“big government”) tout en soutenant largement des mesures sociales pourvu qu'elles soient spécifiques.
À la fin des années 1950, Cantril siège au Comité des buts et stratégies internationaux du Projet d'études spéciales créé par le Fonds des frères Rockefeller.
 « Hadley Cantril, psychologue à Princeton, est représentatif de la plupart des spécialistes quantitatifs de l'influence sociale qui, tout en maintenant leurs engagements politiques, se voient néanmoins dans les rangs des réformateurs faiblement attachés au mouvement progressiste… L'accent mis sur le processus social et sur une vision psychologique de la population place les scientifiques dans un état d'esprit leur permettant d'assumer une polis polluée principalement par l'inaction des acteurs éclairés. »:74
Marié en 1932 à Mavis K. Lyman, il a deux enfants.

## Publications
- 1934. Social Psychology of Everyday Life
- 1935 (en coll. avec Gordon Allport).Psychology of Radio
- 1939. Industrial Conflict. A Psychological Interpretation
- 1940. (en) The Invasion from Mars : A Study in the Psychology of Panic (en collaboration avec Hazel Gaudet et Herta Herzog), Princeton, Princeton University Press, XXXII-224 p. (ISBN 978-1-4128-0470-7, présentation en ligne)
- 1940. America Faces the War. A  Study in Public Opinion
- 1941. Psychology of Social Movements
- 1944. Gauging Public Opinion, Princeton University Press
- 1947 (with Muzafer Sherif). Psychology of ego-involvements : social attitudes & identifications
- 1950. The "Why" of Man's Experience
- 1950. Tensions that cause wars. Rapport pour l'UNESCO
- 1951 (en coll. avec Mildred Strunk). Public Opinion, 1935–1946, sondages réalisés aux USA, en Europe et au Canada
- 1953 (en coll. avec William Buchanan) How Nations See Each Other. A study in public opinion
- 1954 (en coll. avec William H. Ittelson). Perception. A Transactional Approach
- 1956 (en coll. avec David Rodnick). On Understanding the French Left
- 1958. Faith, Hope, and Heresy: the Psychology of the Protest Voter
- 1958. Politics of Despair
- 1960. Reflections on the Human Venture
- 1960: Soviet Leaders and Mastery over Man
- 1961. Human Nature and Political Systems
- 1965. Pattern of Human Concerns
- 1967 (en coll. avec L. A. Free). Political beliefs of Americans. A study of public opinion
- 1967. The Human Dimension. Experiences in Policy Research
- 1988 (coord.) Psychology, Humanism, and Scientific Inquiry: the Selected Essays of Hadley Cantril